# M76 Otter
M76 Otter là một xe vận tải lội nước được sử dụng bởi Thủy quân lục chiến Hoa Kỳ (USMC).

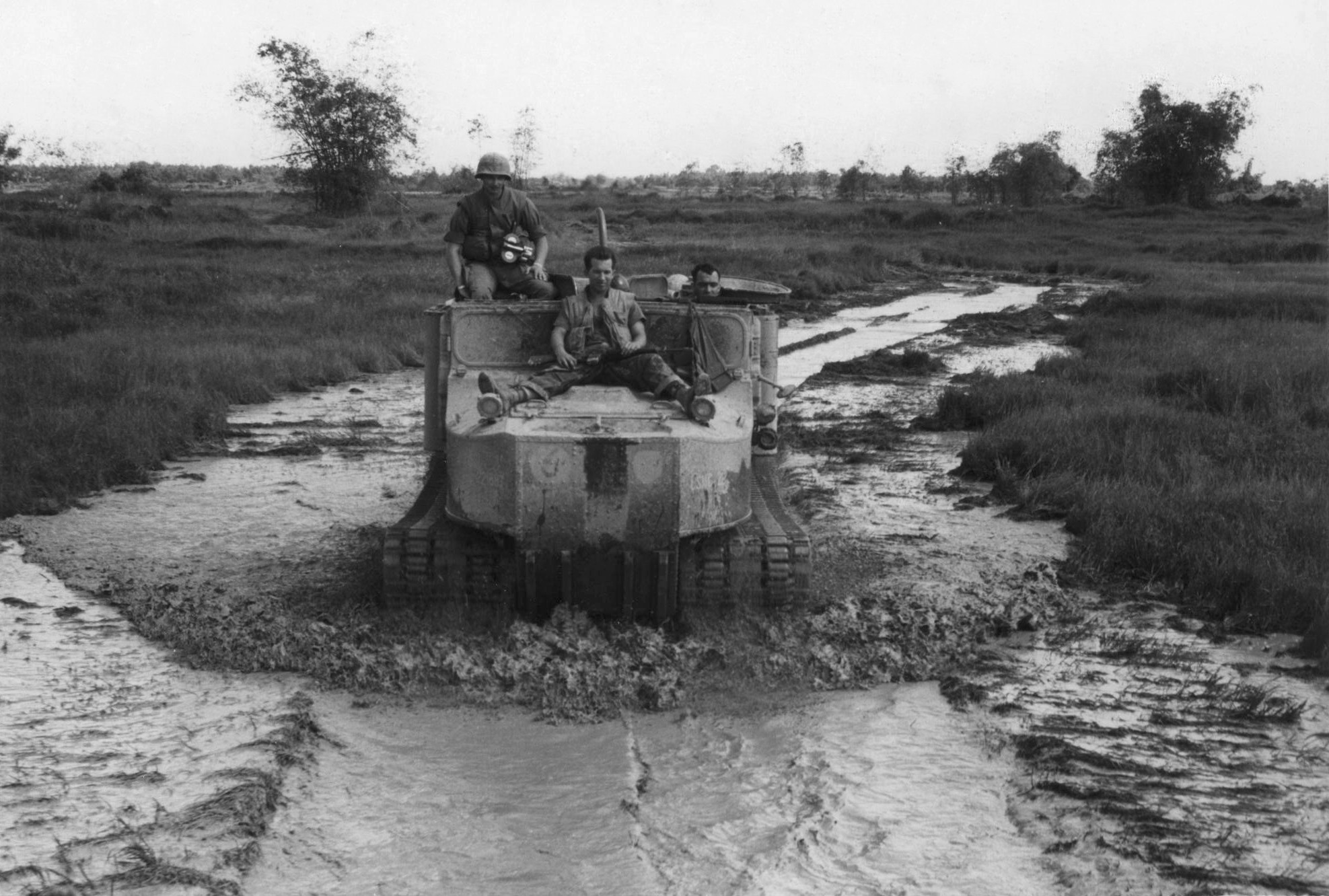
M76 băng qua cánh đồng lúa

## Lịch sử
Xe được thiết kế và chế tạo bởi Pontiac Motor Division vào cuối những năm 1940 và nhằm mục đích thay thế cho M29 Weasel. Nó được đưa vào biên chế USMC vào đầu những năm 1950 và nhiều người đã chứng kiến hoạt động trong Chiến tranh Việt Nam. Xe được thay thế trong biên chế USMC bằng M116 Husky.

## Hiện vật
Các hiện vật được trưng bày tại:
- Bảo tàng Chiến tranh Thái Bình Dương, Guam
- Kensington American Legion, Kensington, New Hampshire

## Các nước sử dụng
- Hoa Kỳ
- Việt Nam Tiêu diệt hàng loạt M76 Otter tại chiến trường Miền Nam Việt Nam trước 1975 trong Chiến tranh Việt Nam